# Jeff Ament

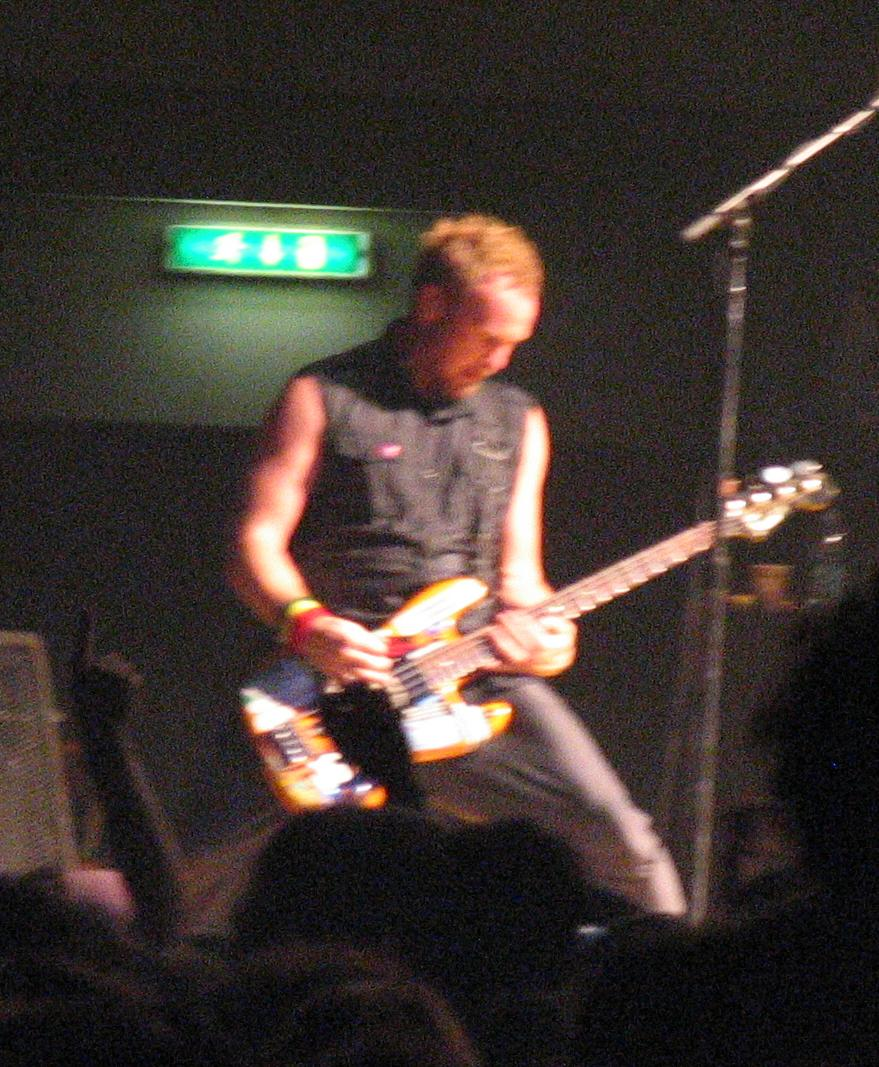
Jeff Ament (2006).

Jeffrey Allen Ament (Havre (Montana), 10 maart 1963) is een Amerikaanse bassist en songwriter. Samen met Stone Gossard, Mike McCready en Eddie Vedder is hij de oprichter van de Amerikaanse grungeband Pearl Jam. Ament heeft ook een muzikaal verleden bij Green River, Mother Love Bone en Temple Of The Dog.
- Gemeinsame Normdatei: 1281647209
- International Standard Name Identifier: 0000 0000 7909 1566
- Library of Congress Control Number: no2003040964
- MusicBrainz: 2781b946-104c-47d3-a573-2eade82f68cd
- Nationale Bibliotheek van Tsjechië: xx0049143
- Nationale Bibliotheek van Israël: 987007362961205171
- Virtual International Authority File: 85612746